# Azilien
Het Azilien is de naam van een mesolithische industrie in Noord-Spanje en Zuid-Frankrijk (ca. 12.300 tot 9600 v. Chr.).
Het begon waarschijnlijk tijdens de Allerød-interstadiaal en volgde daar op het Magdalénien. Volgens archeologen is het Azilien het einde van het Magdalénien en zorgde het warmer wordende klimaat voor veranderingen in het gedrag van de mensen die daar leefden. Door het smelten van de ijskappen verminderde de voedselvoorraad waarschijnlijk aanzienlijk en de eerder goed gevoede handwerkslieden van het Magdalénien verarmden. Als gevolg daarvan zijn de werktuigen van het Azilien grover en eenvoudiger dan hun voorgangers uit de ijstijd – in elk geval waren ze anders.
Tot de artefacten van deze cultuur behoren Azilspitsen (microlieten met een afgeronde geretoucheerde achterkant), ruwe vlakke harpoenen van been en kiezelstenen met een abstracte versiering. De laatste zijn voor het eerst gevonden in de rivier de Arize bij de typevindplaats van de cultuur, Mas d'Azil in de Franse Pyreneeën. In vergelijking met het Magdalénien neemt het aantal microlieten toe.
In de Noord-Europese Laagvlakte wordt dit stadium vertegenwoordigd door de Tjonger/Federmesserculturen.
Het Azilien werd in Zuid-Frankrijk en Zwitserland opgevolgd door het Sauveterrien.

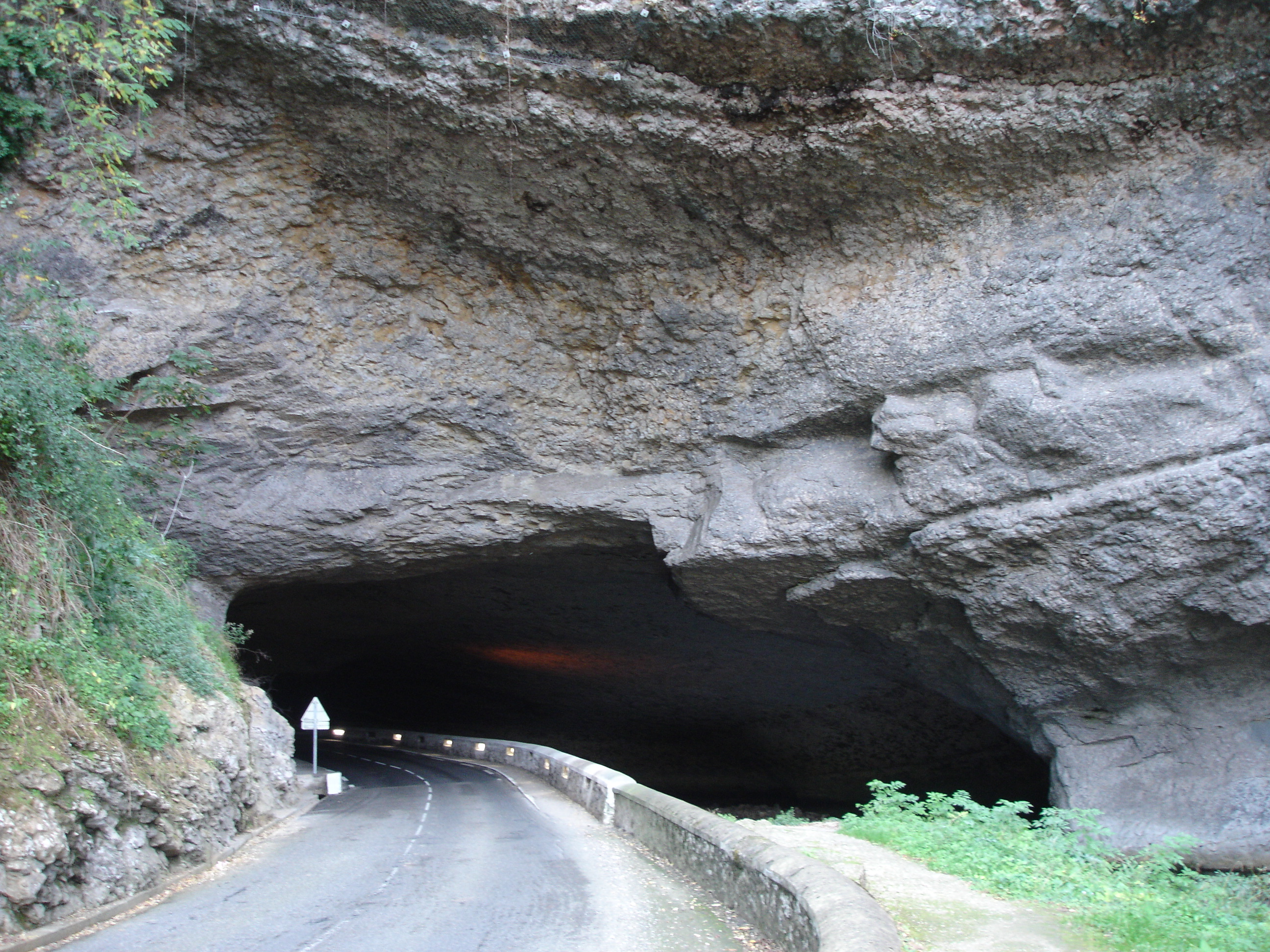
Mas d’Azil
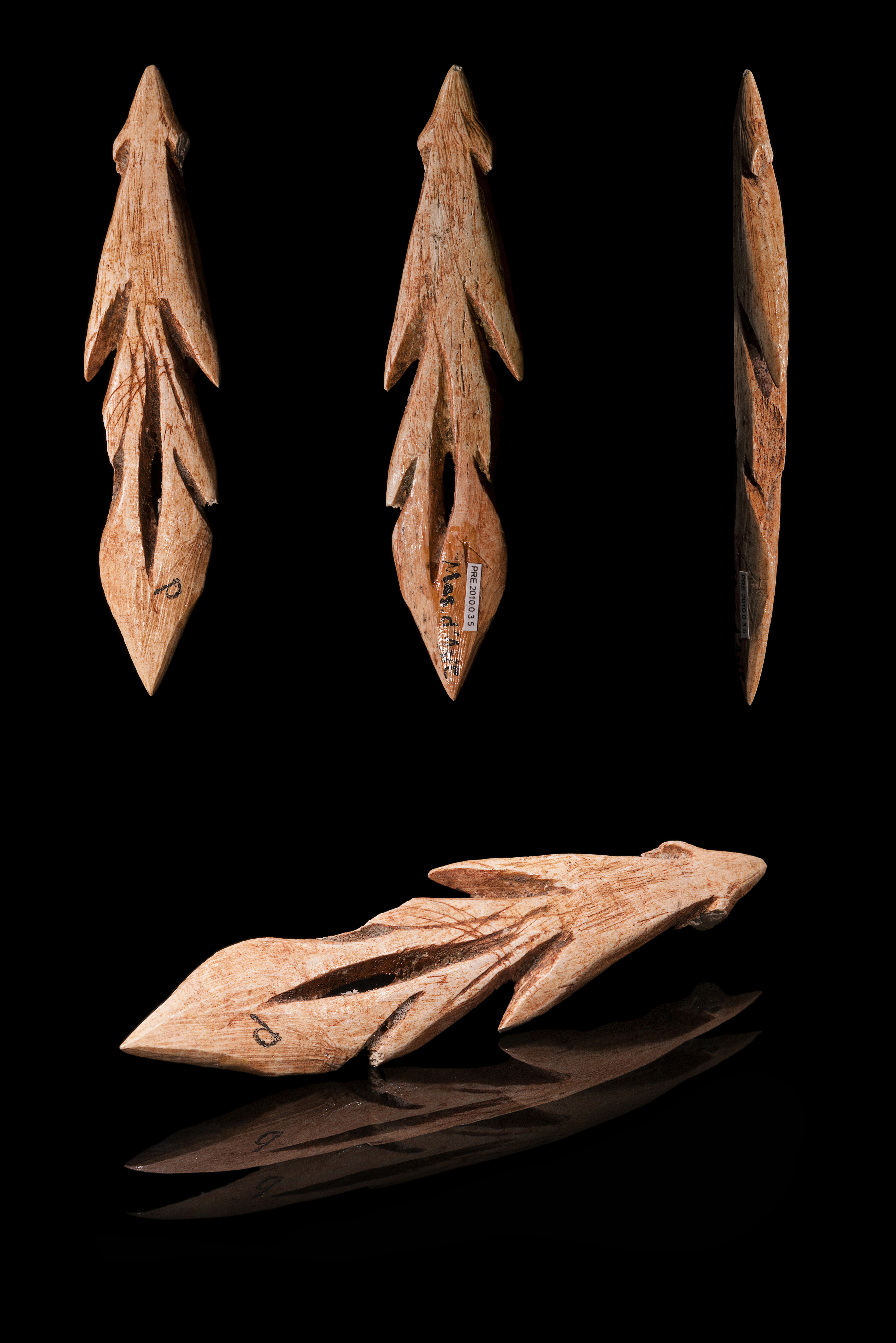
Harpoen
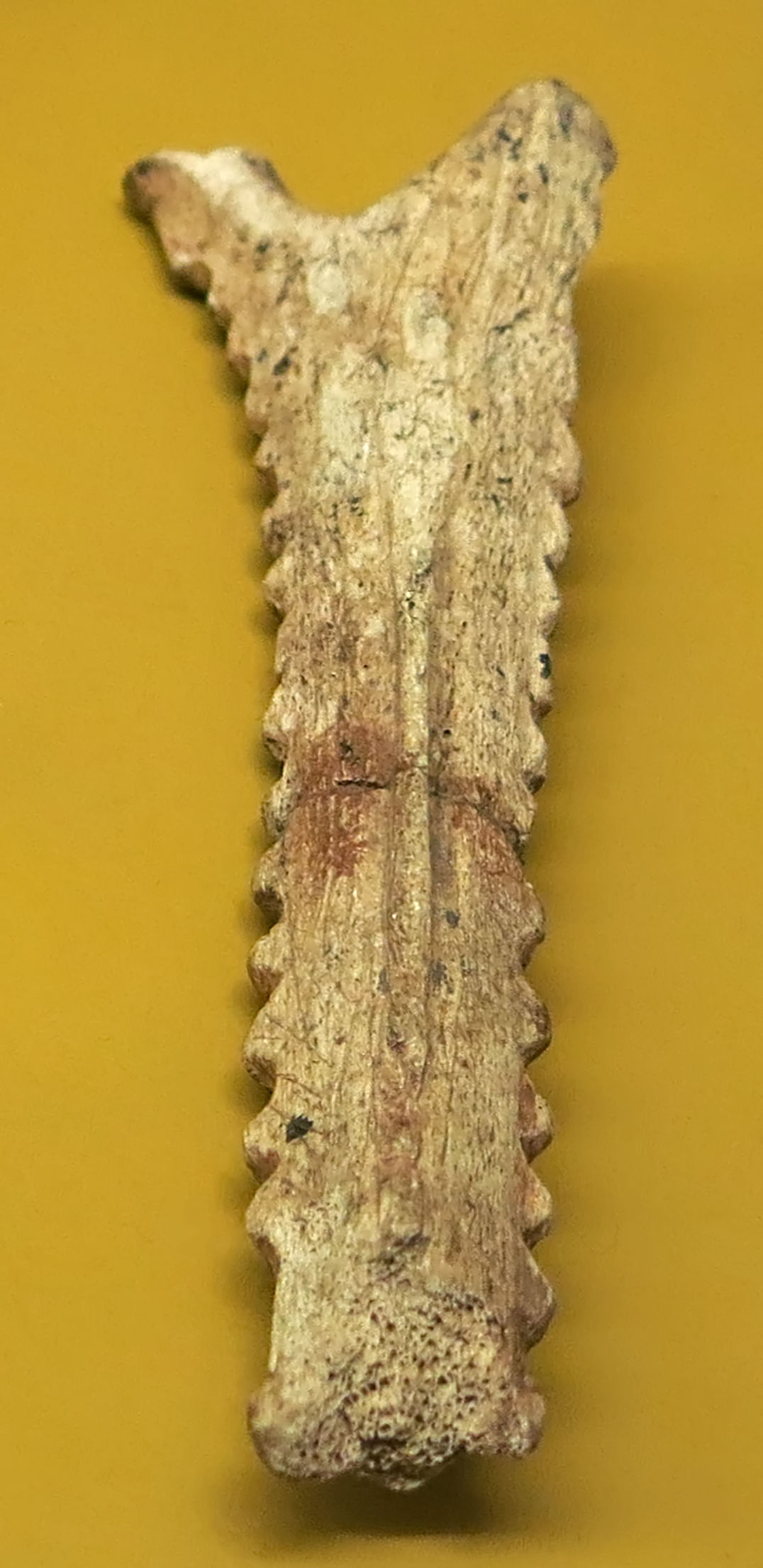
idiofoon van Mas 'd Azil